# Sivi muhar
Sivi muhar (znanstveno ime Muscicapa striata) je ptica selivka iz družine muharjev.

## Opis
Sivi muhar je ptica vrabčje velikosti, ki se hrani z žuželkami. V dolžino odrasla ptica meri do 14 cm, tehta pa 15 – 20 g. Razpon peruti je do 24 cm. Gnezdi na policah, žlebovih, drevju ali v zapuščenih lastovičjih gnezdih. Na leto ima 1–2 legli, samice pa naenkrat izležejo 3–7 jajc. Mladiči so gnezdomci. V Sloveniji predvidoma gnezdi med 25.000 in 40.000 parov.

## Podvrste
Trenutno je priznanih pet podvrst, vseh pet pa prezimuje v južni Afriki.
- M. s. striata (Pallas, 1764) – Evropa do zahodne Sibirije, severozahodna Afrika
- M. s. inexpectata (Dementijev, 1932) – Krim  (južna Ukrajina)
- M. s. neumanni (Poche, 1904) – otoki v Egejskem morju do Bližnjega vzhoda, Kavkaz, severni Iran in osrednja Sibirija
- M. s. sarudnyi (Snigirewski, 1928) – vzhodni Iran in Turkmenistan do gorovij v osrednji Aziji, severni Pakistan
- M. s. mongola (Portenko, 1955) – Mongolija in južni del osrednje Sibirije